# Babice (Oświęcim)
Babice – część miasta Oświęcimia, w jego północno-zachodniej części. Obejmuje obszar w rejonie Ronda Niwa, po wschodniej stronie linii kolejowej.
Dawniej była to część wsi Babice, która do 1932 roku stanowiła gminę jednostkową w powiecie oświęcimskim, a po jego zniesieniu w powiecie bialskim (1932–34), w województwie krakowskim. 15 września 1934 Babice utworzyły gromadę Babice, jedną z 13 gromad nowo powstałej (1 sierpnia 1934) zbiorowej gminy Oświęcim.
W związku z reformą administracyjną kraju jesienią 1954, wschodnią część gromady Babice włączono do Oświęcimia. 